# M・K・スターリン
ムットゥヴェール・カルナーニディ・スターリン（タミル語: முத்துவேல் கருணாநிதி ஸ்டாலின், ラテン文字転写: Muthuvel Karunanidhi Stalin, 1953年3月1日）は、インドの俳優、政治家。2021年からタミル・ナードゥ州首相を務める。

## 経歴
後にタミル・ナードゥ州首相となるM・カルナーニディの三男としてマドラス（現在のチェンナイ）に生まれる。誕生の4日後に死去したヨシフ・スターリンを追悼する集会で演説した父によって、「スターリン」と命名された。
マドラスのクリスチャン・カレッジであるM. C. C. 高等学校で学んだ後、ヴィヴェーカーナンダ大学で大学入学前のコースを修了した。1973年にマドラス管区大学で歴史学の学位を取得した。1975年8月25日にドゥルガー（別名シャンタ）と結婚し、俳優兼政治家のウダヤニディ・スターリンを含む2人の子供を儲けた。2009年8月1日にアンナ大学から名誉博士号を授与された。父と同様に、自身が無神論者であることを公表している。
1996年にチェンナイ市長に就任し、2002年まで務めた。2006年のタミル・ナードゥ州議会選挙でドラーヴィダ進歩党（DMK）が政権を奪回すると、州政府の農村開発担当大臣に就任した。2009年には州副首相となった。2018年に父のカルナーニディが亡くなると、DMKの党首となった。
2021年の州議会選挙でDMKが勝利し、5月7日にタミル・ナードゥ州首相に就任した。